# 联合区 (木邦县)
联合区，曾短暂更名党伦联合区（သံလွင်လျင်ဟိုန်ဒေသ），是缅甸联邦第一特区木邦县下辖的一个区。

## 区划沿革
联合区下辖各乡镇均位于腊戍市区周边，原由缅甸中央政府管辖。在2023年10月三兄弟联盟发起1027行动前，缅甸民族民主同盟军即在腊戍周边展开活动，在腊戌周边乡镇，设立联合区，划归木邦县管辖。在1027行动中，同盟军逐渐实际控制联合区范围内的乡镇。2024年8月，联合区更名为党伦联合区。
2024年11月，党伦联合区划归腊戌市管辖，复称联合区。
2025年4月，第一特区官方报道提及联合区，称之为“木邦县联合区”，特区官方将联合区重新划归木邦县管辖。

## 行政区划
联合区下辖以下等乡镇：
- 党伦乡（သံလွင်ကျေးရွာအုပ်စု）[6]
- 南崩乡（南蚌乡）[7]
- 美航乡（မယ်ဟန်ကျေးရွာအုပ်စု）[8]
- 云乃乡（အီနိုင်းကျေးရွာအုပ်စု）[9]
- 弄曼乡（နောင်မွန်ကျေးရွာအုပ်စု）[10]
- 贺北乡（ဟိုပိတ်ကျေးရွာအုပ်စု）[11]
- 象海乡（ဆင်ခိုက်ကျေးရွာအုပ်စု）[12]